# Fernmeldeturm Bayreuth
Der Fernmeldeturm Bayreuth ist ein 53 Meter hoher, für die Öffentlichkeit nicht zugänglicher Fernmeldeturm. Er befindet sich auf dem 528 Meter hohen Oschenberg drei Kilometer nordöstlich der Stadt Bayreuth.
In den Jahren 1961 bis 1963 wurde der Turm als UHF-Fernsehsender für die Verbreitung des „Zweiten Programms“ durch die Deutsche Bundespost errichtet.
Neben dem nichtöffentlichen Richtfunk wird der Sender auch zur Ausstrahlung von UKW-Signalen für die Stadt Bayreuth und Umgebung verwendet.
Im Zuge der DVB-T Umstellung im Jahre 2008 wurde der GfK-Zylinder und der oberste Teil der Stahlkonstruktion demontiert. Dadurch verringerte sich die Höhe des Turmes von 83 auf 53 Meter.

## Frequenzen und Programme
| Frequenz (MHz) | Programm        | RDS PS   | RDS PI | Regionalisierung | ERP (kW) | Antennendiagramm rund (ND)/gerichtet (D) | Polarisation horizontal (H)/vertikal (V) |
| -------------- | --------------- | -------- | ------ | ---------------- | -------- | ---------------------------------------- | ---------------------------------------- |
| 92,7           | Radio Galaxy    | GALAXY__ | 1B12   | Bayreuth         | 0,1      | D (330–280°)                             | H                                        |
| 104,3          | Radio Mainwelle | MAINWELL | DC1E   | –                | 10       | D (180–270°)                             | H                                        |

Vor der Umstellung auf DVB-T diente der Sendestandort weiterhin für analoges Fernsehen:
| Kanal | Frequenz (MHz) | Programm                        | ERP (kW) | Sendediagramm rund (ND)/ gerichtet (D) | Polarisation horizontal (H)/ vertikal (V) |
| ----- | -------------- | ------------------------------- | -------- | -------------------------------------- | ----------------------------------------- |
| 30    | 543,25         | ZDF                             | 98       | D                                      | H                                         |
| 39    | 615,25         | ProSieben                       | 1        | ND                                     | H                                         |
| 46    | 671,25         | RTL II                          | 1        | ND                                     | H                                         |
| 54    | 735,25         | Bayerisches Fernsehen (Franken) | 96       | D                                      | H                                         |